# Dermestes signatus
Dermestes signatus är en skalbaggsart som beskrevs av Leconte 1874. Dermestes signatus ingår i släktet Dermestes och familjen ängrar. Inga underarter finns listade i Catalogue of Life.